# Ryan Cuskelly
Ryan Cuskelly (* 15. Juli 1987 in Evans Head, New South Wales) ist ein ehemaliger  australischer Squashspieler.

## Karriere
Ryan Cuskelly begann seine Profikarriere im Jahr 2006 und gewann 16 Titel auf der PSA World Tour. Seine höchste Platzierung in der Weltrangliste erreichte er mit Rang zwölf im März 2017. Bei den Commonwealth Games 2010 konnte er mit Cameron Pilley die Bronzemedaille im Doppel gewinnen. Mit der australischen Nationalmannschaft nahm er 2013, 2017 und 2019 an der Weltmeisterschaft teil. 2014, 2019 und 2023 wurde er australischer Meister. Mit Cameron Pilley wurde er 2017 und 2019 Weltmeister im Doppel. Im Januar 2020 beendete er beim J. P. Morgan Tournament of Champions seine Karriere.
Er ist verheiratet und hat eine Tochter.

## Erfolge
- Weltmeister im Doppel: 2017 und 2019 (jeweils mit Cameron Pilley)
- Gewonnene PSA-Titel: 16
- Commonwealth Games: 1 × Bronze (Doppel 2010)
- US Pro Squash Series: 2015
- Australischer Meister: 3 Titel (2014, 2019, 2023)